# Rythmanalyse
La rythmanalyse est une approche théorique qui consiste à étudier les rythmes dans la société et les pratiques quotidiennes des individus sous plusieurs aspects : philosophique, psychologique, anthropologique, social et musical.
Développée en sociologie par le philosophe Henri Lefebvre, la rythmanalyse propose une compréhension du monde social en mettant l'accent sur le rôle essentiel des rythmes dans la construction de la vie sociale et individuelle.

## Histoire
Lúcio Alberto Pinheiro dos Santos (en), philosophe portugais, invente la rythmanalyse en 1931. Il voit dans la rythmanalyse une méditation sur les temporalités vécues dans le psychisme humain. Gaston Bachelard, qui le cite dans son essai La Dialectique de la durée en 1936, affirme l'avoir pratiquée et en être sorti rasséréné. Il précise que le terme est formé de la même façon que « psychanalyse ». Bachelard donne pour but à la rythmanalyse, « en examinant les rythmes de la vie dans leur détail » de « rendre heureuses et légères les ambivalences que les psychanalystes découvrent dans les psychismes troublés ».
Dans les années 1980, le philosophe Henri Lefebvre donne à cette discipline une dimension sociologique et s'en sert pour comprendre la ruralité et l'urbanisme. La revue Rhuthmos publie des travaux de rythmanalyse depuis 2010.